# Paracrorhynchus bergensis
Paracrorhynchus bergensis är en plattmaskart som beskrevs av Tor Karling 1956. Paracrorhynchus bergensis ingår i släktet Paracrorhynchus och familjen Polycystididae. Inga underarter finns listade i Catalogue of Life.